# Машевский, Константин Андреевич
Константин Андреевич Машевский (26 ноября 1918, Киев — 1 января 1977, Москва) — советский хозяйственный, государственный и политический деятель.

## Биография
Родился в 1918 году в Киеве. Член КПСС с 1941 года.
С 1943 года — на хозяйственной, общественной и политической работе. В 1943—1977 гг. — инженер, секретарь партийной организации, начальник цеха, заместитель директора по материально-финансовым вопросам завода № 294 Народного комиссариата авиационной промышленности СССР, директор завода № 463 Рязанского Совета народного хозяйства, директор завода «Красное Знамя» Министерства радиопромышленности СССР/Министерства Авиационной промышленности СССР, начальник управления Министерства
промышленности средств связи СССР.
Делегат XX и XXIII съездов КПСС.
Умер в Москве в 1977 году. Похоронен на Преображенском кладбище.